# 庄有恭状元墓
庄有恭状元墓，位于中国广东省广州市黄埔区大沙镇飞鹅岭（又称状元山），为广州市的一个市、县级文物保护单位，类型为古墓葬，公布时间为2002年7月。
庄有恭状元墓是清代乾隆四年（1739年）已未科状元庄有恭的墓地。2006年确认之前发现的庄有恭状元墓实为其父庄存斋之墓，而真正状元墓在庄存斋墓50米处。